# Marcel Boulangé
Marcel Boulangé, né le 23 novembre 1913 et mort le 29 mai 1995, est un homme politique français.

## Biographie
Sénateur du Territoire de Belfort (1948-1971) et conseiller municipal de Belfort (1953-1971).

## Détail des fonctions et des mandats
Mandats parlementaires
- 26 avril 1959 - 23 septembre 1962 : Sénateur du Territoire de Belfort
- 23 septembre 1962 - 1er octobre 1971 : Sénateur du Territoire de Belfort